# Flower by Kenzo
Flower by Kenzo est un parfum féminin français de Kenzo, créé et commercialisé depuis 2000. 

## Création
Les notes de têtes sont : rose et jasmin. Les notes de fond sont : vanille et musc. Les notes de cœur sont : encens, poivre noir et baie rose. Le parfum fait partie de la famille « floral poudré », inspiré de l'odeur d'un rouge à lèvres vintage. L'idée de la conception de Flower by Kenzo vient de Patrick Guedj. L'odeur fût créée par le nez Alberto Morillas.
Patrick Guedj s'inspire d'une célèbre photographie représentant une manifestation pacifiste, à Washington, en 1967, contre la guerre du Vietnam, où une jeune femme tient une fleur face aux forces de l'ordre.
En 2009, Kenzo sort un parfum inspiré de Flower by Kenzo, Flower by Kenzo Essentielle, retravaillé par François Demachy.

## Flacon
Réalisé par Serge Mansau sur une idée de l'agence Air Paris, le flacon, en verre, mince et penché, évoque la fleur du coquelicot (il est à noter que le parfum n'est pas à base de coquelicot puisqu'il s'agit d'une fleur inodore).

## Publicité
Les campagnes de communication du parfum sont systématiquement représentées par le Coquelicot, une fleur sens de rébellions et à la fois forte et fragile selon les directeurs artistiques. 
Selon Patrick Guedj, l'idée de départ était de parler d'une "fleur en ville", ce qui est le cas dans toutes les publicités Flower by Kenzo ou chaque campagne donne lieu à une ville à l'honneur comme Paris, Buenos Aires ou encore San Francisco,.

## Postérité
Parmi les marques influencées, il est possible de remarquer : 
- Lipstick Rose de Ralf Schwieger des Éditions de parfums Frédéric Malle (2000)
- Miss Me de Stella Cadente (2005)
- Flower by Kenzo Essentielle de Kenzo (2009)
- Astor Place de Bond No. 9 (2009)
- Baisé volé de Cartier (2011)